# 西葛西
西葛西（にしかさい）は、東京都江戸川区の町名。現行行政地名は西葛西一丁目から西葛西八丁目。住居表示実施済区域。

## 地理
江戸川区南西部に位置し、葛西地域に属する。荒川と併走する一級河川中川の東岸にあたる。面積は1.9888平方kmで、区内で6番目に大きな町である。町域の北は葛西橋通り・棒茅場通りを境に北葛西に、南は新左近川を境に臨海町に、東は葛西中央通りを境に中葛西に、西は清新町に接し、荒川・中川を境に対岸の江東区東砂と境を接する。西葛西は東京湾から埋立地の臨海町を挟んで1.5kmほどしか隔てられておらず、堤防がなければ干潮時であっても水没してしまう海抜ゼロメートル地帯に位置する。しかし東京湾に面した臨海町や清新町は盛り土により水面上に作られているため、海没の心配は少なく、むしろカスリーン台風のような荒川上流域の決壊が心配されている。低地化の一因は地盤沈下であり、特に西葛西二丁目は1968年（昭和43年）の1年間に23.89cmの沈下という記録を作った。中葛西3丁目も1890年（明治23年）から1970年（昭和45年）頃までに、2メートル以上地盤が下がっている。原因は南関東ガス田の採掘に伴う地下水の汲み上げのようである。

### 住宅街
西葛西は区内で1番目に人口が多い町であり、2万2464世帯、4万5347人（2017年1月）が在住している。西葛西における住宅街の発展は、1979年（昭和54年）に東京メトロ東西線の西葛西駅が開業したことでもたらされた。駅周辺にはいわゆる一戸建ての住宅は少なく、アパートやマンションなど中高層の集合住宅が多い。特に三丁目の人口密度は高く、区内で第二位となっている。駅の北側には都市再生機構 (UR) の大規模団地「小島町二丁目団地」がある。

#### 在留インド人
2000年代以降、IT技術者を中心にインド人が多く居住しており、「日本におけるインド」という観点からメディアで取り上げられることも多いようである。2018年（平成30年）のインド人の外国人登録者は日本全体で約3万5000人おり、うち約1割が江戸川区に在住している。
インド人IT技術者の来日が増えたのは、コンピュータの誤作動が懸念された2000年問題への対応で招かれたためである。当時は職業や収入があっても、他の外国人と同様、インド人も住居探しには苦労した。UR都市機構が2000年前後に西葛西、清新町や小島町団地の入居条件を緩和し、また英語が話せるエージェントによる紹介・仲介を許可したため、多くのインド人が西葛西に住むようになった。在日インド人社会の顔役の一人となっていた貿易商ジャグモハン・チャンドラニが地元不動産会社との交渉を助力したことと、東京メトロ東西線でIT企業やその顧客が多い都心にできるメリットもあって、インド人コミュニティが形成された。
インド人居住者が増えると、インド料理店や雑貨店などもできた。西葛西駅の北側は北インド料理、南側は南インド料理の店が多い傾向にある。2006年には「グローバル・インディアン・インターナショナルスクール」が開校し、英語授業などの国際性を評価して日本人の生徒が約4割を占めるようになった 。2014年頃にはインド人学校も瑞江から西葛西に引っ越してきた。
2019年4月22日に開票された江戸川区議会議員選挙（第19回統一地方選挙）でインド出身のプラニク・ヨゲンドラが初当選した。

### 産業
西葛西には1140の事業所があり、1万5161人が働いている。事業所数は南小岩（1637）や平井（1598）に次ぐ区内第3位であるが、従業者数は第1位であり、平井（1万2338人）や東葛西（1万2186人）を引き離している。事業所当たりの従業員数は約15人で、区内平均（9人）を上回るようである。業種は卸売業・小売業（24%）、宿泊業・飲食サービス業（21%）、クリーニング業や美容所、パチンコなどの生活関連サービス業（12%）、医療福祉（8%）、運輸業と不動産業（6%）が多いようである。また、区の平均と比較すると情報通信業（2.22倍）や教育・学習支援業（2.12倍）、金融業・保険業（1.90倍）、宿泊業・飲食サービス業（1.73倍）の比率が高く、製造業（0.18倍）や農協などの複合サービス事業（0.29倍）、建設業（0.53倍）が低いようである。

### 地価
住宅地の地価は、2025年（令和7年）1月1日の公示地価によれば、西葛西1-2-11の地点で40万8000円/m2、西葛西3-10-7の地点で58万6000円/m2、西葛西7-23-14の地点で54万7000円/m2となっている。

## 歴史
西葛西は20世紀後半まで東京湾に面しており、一帯は「葛西浦」や「葛西海岸」と呼ばれていた。沖合いの三枚洲まで、遠浅の海が広がっており、西葛西駅の北側は住居表示実施以前は、小島町と呼ばれていた。近隣にはかつて長島町という地名もあり、中世までは島が点在していたと思われる。近隣の東葛西の北部は中世に、宇喜田町や東葛西の南部は江戸時代に開発された。しかし江戸時代の西葛西は長島村、ニ之江村、下今井村、桑川村の飛び地にすぎず、戦後まで人家はまばらだった。
治水の問題もあった。1910年（明治43年）に「明治43年の大水害」が発生し、1930年（昭和5年）に荒川放水路が作られた。カスリーン台風やキティ台風の被害も大きく、1957年（昭和32年）に「葛西海岸堤防」が作られた。水害の心配がなくなったのは最近で、1972年（昭和47年）に「葛西沖開発事業」が始まり、遠浅の海が埋め立てられた。西葛西は東京湾から切り離され、区画整理によって広い道路と整然とした町並みが形作られた。
四方を海や河川に囲まれた葛西地区は、交通も不便だった。しかし1963年（昭和38年）に新しい葛西橋が完成し、1969年（昭和44年）に東京メトロ東西線が全線開通した。ただし西葛西駅が設置されたのは、その10年後の1979年（昭和54年）である。なお1974年（昭和49年）に着工した成田新幹線は江戸川区の反対などにより、幻に終わった。臨海町の葛西臨海公園は1989年（平成元年）に開園した。
1994年に明治安田生命西葛西研修所、1999年にNTTDATA葛西テクノビルが建設された。その後、2000年（平成12年）に西葛西駅の大規模改善工事が行われ、2004年（平成16年）に清砂大橋が完成した。
2010年代に入ると公園やオフィスビルの移転・廃止が相次いだ。まず2011年に三井造船が築地本社に移転し、2012年には明治安田生命西葛西研修所が合併後の施設再編にともない売却された。また2013年には老朽化と東日本大震災による地盤沈下により江戸川区プールガーデンが閉園になり、NTTDATA西葛西ビルもマンションになった。
2012年、東京都は西葛西三丁目、五丁目および七丁目を都迷惑防止条例に基づき、客引きやスカウトのみならず、それらを行うために待機する行為なども禁止する区域に指定した。

## 世帯数と人口
2025年（令和7年）1月1日現在（江戸川区発表）の世帯数と人口は以下の通りである。
| 丁目         | 世帯数     | 人口     |
| ------------ | ---------- | -------- |
| 西葛西一丁目 | 1,477世帯  | 2,672人  |
| 西葛西二丁目 | 4,160世帯  | 10,161人 |
| 西葛西三丁目 | 4,503世帯  | 8,857人  |
| 西葛西四丁目 | 1,859世帯  | 3,809人  |
| 西葛西五丁目 | 2,895世帯  | 5,246人  |
| 西葛西六丁目 | 3,691世帯  | 5,891人  |
| 西葛西七丁目 | 2,904世帯  | 4,683人  |
| 西葛西八丁目 | 2,557世帯  | 4,942人  |
| 計           | 24,046世帯 | 46,261人 |

### 人口の変遷
国勢調査による人口の推移。
| 年                 | 人口   |
| ------------------ | ------ |
| 1995年（平成7年）  | 36,208 |
| 2000年（平成12年） | 38,975 |
| 2005年（平成17年） | 41,266 |
| 2010年（平成22年） | 42,675 |
| 2015年（平成27年） | 43,848 |
| 2020年（令和2年）  | 47,143 |

### 世帯数の変遷
国勢調査による世帯数の推移。
| 年                 | 世帯数 |
| ------------------ | ------ |
| 1995年（平成7年）  | 15,579 |
| 2000年（平成12年） | 17,858 |
| 2005年（平成17年） | 19,483 |
| 2010年（平成22年） | 20,638 |
| 2015年（平成27年） | 21,256 |
| 2020年（令和2年）  | 23,447 |

## 学区
区立小・中学校に通う場合、学区は以下の通りとなる（令和3年度入学生より）。なお、江戸川区では学校選択制度を導入しており、区内全域から選択することが可能。。
| 丁目         | 番地              | 小学校                   | 中学校                   |
| ------------ | ----------------- | ------------------------ | ------------------------ |
| 西葛西一丁目 | 1〜13番           | 江戸川区立第五葛西小学校 | 江戸川区立西葛西中学校   |
| 西葛西一丁目 | 14〜15番          | 江戸川区立第三葛西小学校 | 江戸川区立西葛西中学校   |
| 西葛西二丁目 | 1～3番 16～21番   | 江戸川区立清新第一小学校 | 江戸川区立清新第一中学校 |
| 西葛西二丁目 | ４～15番 22～23番 | 江戸川区立第五葛西小学校 | 江戸川区立清新第一中学校 |
| 西葛西三丁目 | 全域              | 江戸川区立西葛西小学校   | 江戸川区立西葛西中学校   |
| 西葛西四丁目 | 全域              | 江戸川区立第六葛西小学校 | 江戸川区立西葛西中学校   |
| 西葛西五丁目 | 1〜7番 10〜12番   | 江戸川区立第六葛西小学校 | 江戸川区立西葛西中学校   |
| 西葛西五丁目 | 8〜9番            | 江戸川区立西葛西小学校   | 江戸川区立西葛西中学校   |
| 西葛西六丁目 | 全域              | 江戸川区立第七葛西小学校 | 江戸川区立葛西第三中学校 |
| 西葛西七丁目 | 全域              | 江戸川区立第七葛西小学校 | 江戸川区立葛西第三中学校 |
| 西葛西八丁目 | 全域              | 江戸川区立新田小学校     | 江戸川区立葛西第三中学校 |

## 事業所
2021年（令和3年）現在の経済センサス調査による事業所数と従業員数は以下の通りである。
| 丁目         | 事業所数    | 従業員数 |
| ------------ | ----------- | -------- |
| 西葛西一丁目 | 76事業所    | 452人    |
| 西葛西二丁目 | 66事業所    | 652人    |
| 西葛西三丁目 | 234事業所   | 4,066人  |
| 西葛西四丁目 | 76事業所    | 848人    |
| 西葛西五丁目 | 180事業所   | 2,139人  |
| 西葛西六丁目 | 458事業所   | 5,589人  |
| 西葛西七丁目 | 112事業所   | 1,429人  |
| 西葛西八丁目 | 61事業所    | 903人    |
| 計           | 1,263事業所 | 16,078人 |

### 事業者数の変遷
経済センサスによる事業所数の推移。
| 年                 | 事業者数 |
| ------------------ | -------- |
| 2016年（平成28年） | 1,140    |
| 2021年（令和3年）  | 1,263    |

### 従業員数の変遷
経済センサスによる従業員数の推移。
| 年                 | 従業員数 |
| ------------------ | -------- |
| 2016年（平成28年） | 15,161   |
| 2021年（令和3年）  | 16,078   |

## 交通

### 鉄道
- 東京メトロ
  - 東西線：西葛西駅

### 路線バス
- 都営バス
  - 新小21:船堀駅・江戸川区役所経由、新小岩駅行き
  - 亀29:旧葛西橋・境川方面、亀戸駅行き/なぎさニュータウン行き
  - 両28:旧葛西橋・境川・錦糸町駅経由、両国駅行き/臨海車庫行き
  - 臨海22:船堀駅行き/臨海車庫行き
  - 西葛20甲:なぎさニュータウン行き
  - 西葛20乙:葛西臨海公園駅行き
  - 西葛26:行船公園経由、船堀駅行き/東京臨海病院経由、葛西臨海公園駅行き
  - 西葛27:清新町経由、臨海町二丁目団地行き

### 自転車
葛西地域は比較的に平坦で、自転車を利用しやすい地域である。葛西臨海公園や荒川・旧江戸川沿いにはサイクリングコースがあり、清新町と臨海町を結ぶ補助291号線（遊歩道）のように、葛西沖開発事業によって都市設計されている物もある。江戸川区の通勤・通学者の6割は鉄道を利用しており、駅には多くの自転車が集まってくる。江戸川区は、2000年に西葛西駅に有料の地下駐輪場を建設すると共に、2005年に駅周辺をエリア制の「自転車放置禁止区域」 に指定した。西葛西駅の放置自転車は8割減となり、江戸川区の自転車放置率は23区内で最も低いと言う 。2012年には警視庁が、駅周辺を「自転車の通行環境のモデル地区」に指定した 。

### 道路
- 葛西橋通り（東京都道475号永代葛西橋線、東京都道10号東京浦安線）
- 放射16号線
- 船堀街道（東京都道308号千住小松川葛西沖線）
- 葛西中央通り（都市計画道路補助第290号線）
- 棒茅場通り（ぼうしばどおり。西葛西1丁目の北端で、旧葛西橋に繋がっていた）

### 橋
- 葛西橋
- 中左近橋
- 清砂大橋

## 施設

### 公共施設
- 西葛西図書館
- 南部粗大ごみ持込施設

### 公園・スポーツ
西葛西や清新町には、江戸川区球場などプロスポーツにも使用できる本格的なスポーツ施設が整備されている。これらの施設は総合レクリエーション公園や都市再生機構の住宅団地、親水公園と一体的に都市設計されており、緑や水辺を楽しめるように工夫されている。そのため「葛西沖地区」は「都市景観100選」に選ばれている。
- 江戸川区スポーツセンター
- 総合レクリエーション公園
- 葛西防災公園
- 江戸川区球場

### 物流インフラ
- 西葛西駅前郵便局
- ヤマト運輸 西葛西3丁目センター
- 佐川急便 城東営業所西葛西6丁目サービスセンター

### 教育
西葛西には学校法人滋慶学園グループが運営する専修学校が多い。東洋言語学院や滋慶COMに属する、東京コミュニケーションアート専門学校、東京スクールオブミュージック&ダンス専門学校、東京放送芸術&映画・俳優専門学校。滋慶EASTに属する東京福祉専門学校、東京スポーツ・レクリエーション専門学校、東京ベルエポック製菓調理専門学校、東京ベルエポック美容専門学校などがある。
この他に「AIB食品安全システム」の教育・監査を行う「社団法人日本パン技術研究所」がある。
- 江戸川区立第六葛西小学校
- 江戸川区立第七葛西小学校(委員会活動が積極的で地域にベルマーク回収箱を設置しようとしている)
- 江戸川区立新田小学校 （『天才てれびくん』内のドラマ『転校生マオ』の撮影に使用された）
- 江戸川区立西葛西小学校
- 江戸川区立西葛西中学校

### 宿泊施設
西葛西は東京メトロ東西線で大手町や日本橋に直接アクセスでき、東京ディズニーリゾートにも近いため、駅周辺にはビジネス客と観光客の双方をターゲットとした宿泊施設がある。一部のホテルでは東京ディズニーリゾートや葛西臨海公園駅などへの送迎サービスを実施している。
- ベストウェスタン西葛西（旧・レンブラントイン西葛西）
- ベストウェスタン東京西葛西グランデ
- 東横イン東西線西葛西
- スマイルホテル 東京西葛西（旧ホテルサンパティオ）
- ホテル ルミエール西葛西
- アパホテル TKP東京西葛西
- 変なホテル東京西葛西
- hotel MONday 東京西葛西

### 商業施設
西葛西にはサニーモールやイオン葛西店などの大型店をはじめとして、多くの地場スーパーが存在する。「かさいストアー」や「ワイズマート西葛西店」などの食品スーパーが出店を始めた。その後売り場面積が1万平方メートルを超える大型の総合スーパーが登場した。サニーモールとイオン葛西店が同時オープンした。さらにフジマート西葛西店などスーパーの出店は続き、2007年頃は1.5km圏内に20店舗がひしめく食品スーパーの激戦区と言われていた。一方で2000年頃までは周辺地域に大型店が存在しなかった為、西葛西の商圏は今よりずっと広かった。ところが2000年に大規模小売店舗法が廃止されたため、東葛西にアリオ葛西や島忠ホームズ葛西店、南砂のトピレックプラザ・コウトウなど、地域間で競争が起きるようになった。そのためかダイエー西葛西店は不採算店の1つとなり、ダイエーの経営難もあって2005年（平成17年）10月31日に閉店した。跡地には同年12月にサニーモールがオープンしたが、周辺地域にも南砂町ショッピングセンターSUNAMOやアリオ北砂が開店し、地域間の競争は激しさを増している。2012年、テスコの日本撤退に伴い、イオンがアコレやまいばすけっとのような都市型小型食品スーパーマーケットへの業態転換を図った。現在、西葛西ではアコレは3店舗、まいばすけっと は5店舗が営業中であり、地元の食品スーパーと競争を繰り広げている。娯楽施設はタイトーステーションやセガのゲームセンター、トミーバッティングドーム、メッセ西葛西などのパチンコ施設が点在している。
| 名前                                                 | 店舗面積 (m2)  | 建物設置者     | 開店年                    |
| ---------------------------------------------------- | -------------- | -------------- | ------------------------- |
| イオン葛西店（江戸川区西葛西）                       | 16,041         | 住友信託銀行   | 1982年                    |
| アリオ葛西（江戸川区東葛西9-3-3）                    | 29,900         | イトーヨーカ堂 | 1999年（平成11年）7月3日  |
| トピレックプラザ・コウトウ（江東区南砂）             | 32,124         | トピーレック   | 2000年（平成12年）11月    |
| 島忠 ホームズ葛西店（江戸川区東葛西）                | 29,764         | 島忠           | 2004年（平成16年）12月6日 |
| サニーモール（江戸川区西葛西）                       | 11,757（推定） | 日本ケーブル   | 2005年（平成17年）        |
| 南砂町ショッピングセンターSUNAMO（江東区新砂3-4-31） | 25,634         | 三菱地所       | 2008年（平成20年）10月9日 |
| アリオ北砂（江東区北砂2-17）                         | 31,500         | 日本貨物鉄道   | 2010年（平成22年）6月4日  |

| 名前            | 年間商品販売額 | 売り場面積 |
| --------------- | -------------- | ---------- |
| 西葛西駅周辺    | 約307億円      | 32877m2    |
| 東葛西9丁目周辺 | 約278億円      | 31388m2    |
| 船堀（合計）    | 約160億円      | 16934m2    |
| 葛西駅周辺      | 約95億円       | 9867m2     |

## 史跡
- 小島八幡神社（wikidata）。古い町名で言えば、小島地区の氏神のようである[67]。
- 葛西海岸堤防記念碑（2005年に清砂大橋の脇に移設）。海岸堤防は東京都道450号新荒川葛西堤防線沿いに臨海町まで延びていた。現在は堤防の跡は親水公園などになっている。

## その他

### 日本郵便
- 郵便番号 : 134-0088[3]（集配局 : 葛西郵便局[68]）。

## 出身人物
- 乙武洋匡（作家） - 生まれてから4歳まで西葛西で育つ。